# 1998 a filmművészetben

## Események
- február 14. – Sharon Stone összeházasodik Phil Bronsteinnel
- március – a Titanic átveszi az elsőséget az USA mozipiacán a minden idők legsikeresebb filmje címért folytatott versengésben
- április – a Titanic nemzetközi bevétele átlépi az egymilliárd dollárt

## Sikerfilmek
| #  | cím                       | stúdió     | összbevétel  | észak-amerikai bevétel | gyártási költség |
| -- | ------------------------- | ---------- | ------------ | ---------------------- | ---------------- |
| 1  | Armageddon                | Disney     | $553 709 788 | $201 578 182           | $140 000         |
| 2  | Ryan közlegény megmentése | DreamWorks | $481 840 909 | $216 540 909           | $70 000          |
| 3  | Godzilla                  | Sony       | $379 014 294 | $136 314 294           | $130 000         |
| 4  | Keresd a nőt!             | Fox        | $369 884 651 | $176 484 651           | $23 000          |
| 5  | Egy bogár élete           | Disney     | $363 398 565 | $162 798 565           | $120 000         |
| 6  | Deep Impact               | Universal  | $349 464 664 | $140 464 664           | $75 000          |
| 7  | Mulan                     | Disney     | $304 320 254 | $120 620 254           | $70 000          |
| 8  | Dr. Dolittle              | Fox        | $294 456 605 | $144 156 605           | $71 500 000      |
| 9  | Szerelmes Shakespeare     | Miramax    | $289 317 794 | $100 317 794           | $25 000          |
| 10 | Halálos fegyver 4         | Warner     | $285 444 603 | $130 444 603           | $140 000         |

## Filmbemutatók

### Magyar filmek
| Cím                   | Rendező         |
| --------------------- | --------------- |
| Ábel Amerikában I–II. | Mihályfy Sándor |
| Ámbár tanár úr        | Koltai Róbert   |
| Országalma            | Pálos György    |
| Pannon töredék        | Sólyom András   |
| Presszó               | Sas Tamás       |
| A rózsa vére          | Zsigmond Dezső  |
| Szenvedély            | Fehér György    |
| Tükröződések          | Dárday István   |
| Zimmer Feri           | Tímár Péter     |

### Észak-amerikai, országos bemutatók
január – december
| Magyar cím                                 | Eredeti cím                           | Rendező                                      | Stúdió / Forgalmazó           | [ 8 ] |
| ------------------------------------------ | ------------------------------------- | -------------------------------------------- | ----------------------------- | ----- |
| 54                                         | 54                                    | Mark Christopher                             | Miramax Films                 |       |
| Alibi törzs                                | Krippendorf's Tribe                   | Todd Holland                                 | Buena Vista                   |       |
| Angyalok városa                            | City of Angels                        | Brad Silberling                              | Warner Bros.                  |       |
| Apád-anyád idejöjjön!                      | The Parent Trap                       | Nancy Meyers                                 | Buena Vista                   |       |
| Armageddon                                 | Armageddon                            | Michael Bay                                  | Buena Vista                   |       |
| Átkozott boszorkák                         | Practical Magic                       | Griffin Dunne                                | Warner Bros.                  |       |
| Babe: Malac a városban                     | Babe: Pig in the City                 | George Miller                                | Universal Pictures            |       |
| Barney nagy kalandja                       | Barney's Great Adventure              | Steve Gomer                                  | PolyGram Filmed Entertainment |       |
| Basebolondok                               | BASEketball                           | David Zucker                                 | Universal Pictures            |       |
| Bérbosszú Bt.                              | Dirty Work                            | Bob Saget                                    | Metro-Goldwyn-Mayer           |       |
| Blues Brothers 2000                        | Blues Brothers 2000                   | John Landis                                  | Universal Pictures            |       |
| Bolond szerelem                            | Why Do Fools Fall in Love?            | Gregory Nava                                 | Warner Bros.                  |       |
| Bosszúállók                                | The Avengers                          | Jeremiah S. Chechik                          | Warner Bros.                  |       |
| Buli az élet                               | Can't Hardly Wait                     | Harry Elfont és Deborah Kaplan               | Sony / Columbia               |       |
| Bulworth – Nyomd a sódert!                 | Bulworth                              | Warren Beatty                                | 20th Century Fox              |       |
| Bűbájos Boszorkák                          | Charmed                               | Aaron Spelling                               | Paramount Pictures            |       |
| A bűvös kard – Camelot nyomában            | Quest for Camelot                     | Frederik Du Chau                             | Warner Bros.                  |       |
| Chipkatonák                                | Small Soldiers                        | Joe Dante                                    | DreamWorks Pictures           |       |
| Chucky menyasszonya                        | Bride of Chucky                       | Ronny Yu                                     | Universal Pictures            |       |
| Csenő manók                                | The Borrowers                         | Peter Hewitt                                 | PolyGram Filmed Entertainment |       |
| Csodás álmok jönnek                        | What Dreams May Come                  | Vincent Ward                                 | PolyGram Filmed Entertainment |       |
| A csók                                     | Living Out Loud                       | Richard LaGravenese                          | New Line Cinema               |       |
| Csúcsformában                              | Rush Hour                             | Brett Ratner                                 | New Line Cinema               |       |
| Dark City                                  | Dark City                             | Alex Proyas                                  | New Line Cinema               |       |
| Deep Impact                                | Deep Impact                           | Mimi Leder                                   | Paramount Pictures            |       |
| Diszkópatkányok                            | A Night at the Roxbury                | John Fortenberry                             | Paramount Pictures            |       |
| Dr. Dolittle                               | Doctor Dolittle                       | Betty Thomas                                 | 20th Century Fox              |       |
| Édesek és mostohák                         | Stepmom                               | Chris Columbus                               | Sony / Columbia               |       |
| Egetverő szenzáció                         | My Giant                              | Michael Lehmann                              | Sony / Columbia               |       |
| Egy bogár élete                            | A Bug's Life                          | John Lasseter                                | Buena Vista                   |       |
| Egy hulla a szobatársam                    | Dead Man on Campus                    | Alan Cohn                                    | Paramount Pictures            |       |
| Egyiptom hercege                           | The Prince of Egypt                   | Brenda Chapman, Steve Hickner és Simon Wells | DreamWorks Pictures           |       |
| Életem értelme                             | One True Thing                        | Carl Franklin                                | Universal Pictures            |       |
| Életre-halálra                             | U.S. Marshals                         | Stuart Baird                                 | Warner Bros.                  |       |
| Az élet szép                               | La vita è bella                       | Roberto Benigni                              | Miramax Films                 |       |
| Elizabeth                                  | Elizabeth                             | Shekhar Kapur                                | Gramercy Pictures             |       |
| Az eminens                                 | Apt Pupil                             | Bryan Singer                                 | Sony / Columbia               |       |
| Ennivaló a csaj                            | Home Fries                            | Dean Parisot                                 | Warner Bros.                  |       |
| Az érzékek borzadalma                      | Senseless                             | Penelope Spheeris                            | Dimension Films               |       |
| Faculty – Az invázium                      | The Faculty                           | Robert Rodríguez                             | Miramax Films                 |       |
| Fantomok                                   | Phantoms                              | Joe Chappelle                                | Miramax Films                 |       |
| Fekete kutya                               | Black Dog                             | Kevin Hooks                                  | Universal Pictures            |       |
| Fél-betépve                                | Half Baked                            | Tamra Davis                                  | Universal Pictures            |       |
| Félelem és reszketés Las Vegasban          | Fear and Loathing in Las Vegas        | Terry Gilliam                                | Universal Pictures            |       |
| Furcsa pár II.                             | The Odd Couple II                     | Howard Deutch                                | Paramount Pictures            |       |
| Gerjedek a vonalaidra                      | I Got the Hook-Up                     | Michael Martin                               | Miramax Films                 |       |
| Godzilla                                   | Godzilla                              | Roland Emmerich                              | Sony / Columbia               |       |
| A gömb                                     | Sphere                                | Barry Levinson                               | Warner Bros.                  |       |
| Grease                                     | Grease                                | Randal Kleiser                               | Paramount Pictures            |       |
| Gyilkos donor                              | Desperate Measures                    | Barbet Schroeder                             | Sony / Columbia               |       |
| Gyilkosok gyilkosa                         | The Replacement Killers               | Antoine Fuqua                                | Sony / Columbia               |       |
| Ha eljön Joe Black                         | Meet Joe Black                        | Martin Brest                                 | Universal Pictures            |       |
| Hajszál híján hősök                        | Almost Heroes                         | Christopher Guest                            | Warner Bros.                  |       |
| Halálos fegyver 4                          | Lethal Weapon 4                       | Richard Donner                               | Warner Bros.                  |       |
| Halloween: Húsz év múlva                   | Halloween: H20                        | Steve Miner                                  | Dimension Films               |       |
| Hat nap, hét éjszaka                       | Six Days, Seven Nights                | Ivan Reitman                                 | Buena Vista                   |       |
| Hóbarát                                    | Jack Frost                            | Troy Miller                                  | Warner Bros.                  |       |
| Hűségteszt                                 | Kissing a Fool                        | Doug Ellin                                   | Universal Pictures            |       |
| Jackie, a jófiú                            | Yat goh hiu yan                       | Sammo Hung Kam-Bo                            | New Line Cinema               |       |
| Játékosok klubja                           | The Players Club                      | Ice Cube                                     | New Line Cinema               |       |
| A játék ördöge                             | He Got Game                           | Spike Lee                                    | Buena Vista                   |       |
| Joe, az óriásgorilla                       | Mighty Joe Young                      | Ron Underwood                                | Buena Vista                   |       |
| A katona                                   | Soldier                               | Paul W.S. Anderson                           | Warner Bros.                  |       |
| Keresd a nőt!                              | There's Something About Mary          | Bobby Farrelly és Peter Farrelly             | 20th Century Fox              |       |
| Kísérleti patkányok                        | Disturbing Behavior                   | David Nutter                                 | Metro-Goldwyn-Mayer           |       |
| Kísértethajó                               | Deep Rising                           | Stephen Sommers                              | Buena Vista                   |       |
| A kód neve: Merkúr                         | Mercury Rising                        | Harold Becker                                | Universal Pictures            |       |
| Kortalan szerelem                          | How Stella Got Her Groove Back        | Kevin Rodney Sullivan                        | 20th Century Fox              |       |
| Könnyű pénz                                | Belly                                 | Hype Williams                                | Artisan Entertainment         |       |
| A közellenség                              | Enemy of the State                    | Tony Scott                                   | Buena Vista                   |       |
| Látástól mikulásig                         | I'll Be Home for Christmas            | Arlene Sanford                               | Buena Vista                   |       |
| A lény 2.                                  | Species II                            | Peter Medak                                  | Metro-Goldwyn-Mayer           |       |
| Letaszítva                                 | Fallen                                | Gregory Hoblit                               | Warner Bros.                  |       |
| Lost in Space – Elveszve az űrben          | Lost in Space                         | Stephen Hopkins                              | New Line Cinema               |       |
| Madeline, a csínytevő csitri               | Madeline                              | Daisy von Scherler Mayer                     | Sony / Columbia               |       |
| Maffia!                                    | Mafia!                                | Jim Abrahams                                 | Buena Vista                   |       |
| Majd elválik                               | Hope Floats                           | Forest Whitaker                              | 20th Century Fox              |       |
| Még mindig tudom, mit tettél tavaly nyáron | I Still Know What You Did Last Summer | Danny Cannon                                 | Sony / Columbia               |       |
| Mindenem a tánc                            | Dance with Me                         | Randa Haines                                 | Sony / Columbia               |       |
| Mint a kámfor                              | Out of Sight                          | Steven Soderbergh                            | Universal Pictures            |       |
| Mulan                                      | Mulan                                 | Tony Bancroft és Barry Cook                  | Buena Vista                   |       |
| A nagy csapat 3.: A rémálom csapat         | Major League: Back to the Minors      | John Warren                                  | Warner Bros.                  |       |
| A nagy Lebowski                            | The Big Lebowski                      | Joel Coen                                    | Gramercy Pictures             |       |
| Nászok ásza                                | The Wedding Singer                    | Frank Coraci                                 | New Line Cinema               |       |
| A nemzet színe-java                        | Primary Colors                        | Mike Nichols                                 | Paramount Pictures            |       |
| A Newton fiúk                              | The Newton Boys                       | Richard Linklater                            | 20th Century Fox              |       |
| Nincs alku                                 | The Negotiator                        | F. Gary Gray                                 | Warner Bros.                  |       |
| A nyomorultak                              | Les misérables                        | Bille August                                 | Sony / Columbia               |       |
| Okostojás                                  | Rushmore                              | Wes Anderson                                 | Buena Vista                   |       |
| Óz, a csodák csodája                       | The Wizard of Oz                      | Victor Fleming                               | Warner Bros.                  |       |
| Ökörikrek                                  | Meet the Deedles                      | Steve Boyum                                  | Buena Vista                   |       |
| Örökkön-örökké                             | Ever After: A Cinderella Story        | Andy Tennant                                 | 20th Century Fox              |       |
| Az őrület határán                          | The Thin Red Line                     | Terrence Malick                              | 20th Century Fox              |       |
| Palmetto                                   | Palmetto                              | Volker Schlöndorff                           | Sony / Columbia               |       |
| Patch Adams                                | Patch Adams                           | Tom Shadyac                                  | Universal Pictures            |       |
| Paulie                                     | Paulie                                | John Roberts                                 | DreamWorks Pictures           |       |
| Penge                                      | Blade                                 | Stephen Norrington                           | New Line Cinema               |       |
| Pleasantville                              | Pleasantville                         | Gary Ross                                    | New Line Cinema               |       |
| Pókerarcok                                 | Rounders                              | John Dahl                                    | Miramax Films                 |       |
| Psycho                                     | Psycho                                | Gus Van Sant                                 | Universal Pictures            |       |
| Rabszolgalelkek                            | Beloved                               | Jonathan Demme                               | Buena Vista                   |       |
| Rajtaütés                                  | Knock Off                             | Hark Tsui                                    | Sony / Columbia               |       |
| Rejtélyes alkony                           | Twilight                              | Robert Benton                                | Paramount Pictures            |       |
| Rémségek könyve                            | Urban Legend                          | Jamie Blanks                                 | Sony / Columbia               |       |
|                                            | Ringmaster                            | Neil Abramson                                | Artisan Entertainment         |       |
| RobbanóFejek                               | The Big Hit                           | Kirk Wong                                    | Sony / Columbia               |       |
| Ronda ügy                                  | Very Bad Things                       | Peter Berg                                   | PolyGram Filmed Entertainment |       |
| Ronin                                      | Ronin                                 | John Frankenheimer                           | Metro-Goldwyn-Mayer           |       |
| Rugrats: A mozi – Fecsegő tipegők          | The Rugrats Movie                     | Igor Kovaljov és Norton Virgien              | Paramount Pictures            |       |
| Ryan közlegény megmentése                  | Saving Private Ryan                   | Steven Spielberg                             | DreamWorks Pictures           |       |
| Simon Birch, a kisember                    | Simon Birch                           | Mark Steven Johnson                          | Buena Vista                   |       |
| Spice World                                | Spice World                           | Bob Spiers                                   | Sony / Columbia               |       |
|                                            | Star Kid                              | Manny Coto                                   | Trimark Pictures              |       |
| Star Trek: Űrlázadás                       | Star Trek: Insurrection               | Jonathan Frakes                              | Paramount Pictures            |       |
| A suttogó                                  | The Horse Whisperer                   | Robert Redford                               | Buena Vista                   |       |
| Szájkosaras kosaras 2.: A rögbipályák réme | Air Bud: Golden Receiver              | Richard Martin                               | Miramax Films                 |       |
| A szentfazék                               | Holy Man                              | Stephen Herek                                | Buena Vista                   |       |
| Szép remények                              | Great Expectations                    | Alfonso Cuarón                               | 20th Century Fox              |       |
| A szerelem hálójában                       | You've Got Mail                       | Nora Ephron                                  | Warner Bros.                  |       |
| Szerelmes Shakespeare                      | Shakespeare in Love                   | John Madden                                  | Miramax Films                 |       |
| Sziki-szökevény                            | Wrongfully Accused                    | Pat Proft                                    | Warner Bros.                  |       |
| Szimpla ügy                                | A Simple Plan                         | Sam Raimi                                    | Paramount Pictures            |       |
| Szükségállapot                             | The Siege                             | Edward Zwick                                 | 20th Century Fox              |       |
| Tarzan és az elveszett város               | Tarzan and the Lost City              | Carl Schenkel                                | Warner Bros.                  |       |
| Tökéletes gyilkosság                       | A Perfect Murder                      | Andrew Davis                                 | Warner Bros.                  |       |
| Truman show                                | The Truman Show                       | Peter Weir                                   | Paramount Pictures            |       |
| Tűzvihar                                   | Firestorm                             | Dean Semler                                  | 20th Century Fox              |       |
| Az utolsó dobás                            | Snake Eyes                            | Brian De Palma                               | Paramount Pictures            |       |
| Vad vágyak                                 | Wild Things                           | John McNaughton                              | Sony / Columbia               |       |
| Vágyaim netovábbja                         | The Object of My Affection            | Nicholas Hytner                              | 20th Century Fox              |       |
| Vámpírok                                   | Vampires                              | John Carpenter                               | Sony / Columbia               |       |
| A vasálarcos                               | The Man in the Iron Mask              | Randall Wallace                              | Metro-Goldwyn-Mayer           |       |
| A vér szava                                | Hush                                  | Jonathan Darby                               | Sony / Columbia               |       |
| Visszaesők                                 | Caught Up                             | Darin Scott                                  | Live Entertainment            |       |
| Visszatérés a paradicsomba                 | Return to Paradise                    | Joseph Ruben                                 | PolyGram Filmed Entertainment |       |
| A vizesnyolcas                             | The Waterboy                          | Frank Coraci                                 | Buena Vista                   |       |
| Vízözön                                    | Hard Rain                             | Mikael Salomon                               | Paramount Pictures            |       |
| Woo                                        | Woo                                   | Daisy von Scherler Mayer                     | New Line Cinema               |       |
| X-akták – Szállj harcba a jövő ellen       | The X-Files                           | Rob Bowman                                   | 20th Century Fox              |       |
| Z, a hangya                                | Antz                                  | Eric Darnell és Tim Johnson                  | DreamWorks Pictures           |       |
| Zavaros vizeken                            | A Civil Action                        | Steven Zaillian                              | Buena Vista                   |       |
| Zorro álarca                               | The Mask of Zorro                     | Martin Campbell                              | Sony / Columbia               |       |

### További bemutatók
| Magyar cím                      | Eredeti cím                        | Rendező                    | [ 8 ] |
| ------------------------------- | ---------------------------------- | -------------------------- | ----- |
| Akagi doktor                    | Kanzō-sensei                       | Imamura Sóhei              |       |
| Amerikai história X             | American History X                 | Tony Kaye                  |       |
| Egy csipet lélek                | A Little Bit of Soul               | Peter Duncan               |       |
| Életvonat                       | Train de vie                       | Radu Mihaileanu            |       |
| Érzelmek tengerében             | Gods and Monsters                  | Bill Condon                |       |
| Hi-Lo Country                   | Hi-Lo Country                      | Stephen Frears             |       |
| Idióták                         | Idioterne                          | Lars von Trier             |       |
| Isten hozta Hollywoodban        | Welcome to Hollywood               | Tony Markes és Adam Rifkin |       |
| A lé meg a Lola                 | Lola rennt                         | Tom Tykwer                 |       |
| Macska-jaj                      | Crna macka, beli macor             | Emir Kusturica             |       |
| Redvás Åmål                     | Fucking Åmål                       | Lukas Moodysson            |       |
| Rólad álmodtam                  | Still Breathing                    | James F. Robinson          |       |
| Sako menyegzője                 | Dasma e Sakos                      | Vladimir Prifti            |       |
| Szakácspárbaj                   | Cuisine américaine                 | Jean-Yves Pitoun           |       |
| A szibériai borbély             | Szibirszkij cirjulnyik             | Nyikita Mihalkov           |       |
| T-Rex: Vissza a krétakorba      | T-Rex: Back to the Cretaceous      | Brett Leonard              |       |
| Taxi                            | Taxi                               | Gérard Pirès               |       |
| Torrente, a törvény két balkeze | Torrente, el brazo tonto de la ley | Santiago Segura            |       |

## Díjak, fesztiválok
- 70. Oscar-gála (március 23.)
  - legjobb film:Titanic (rendező: James Cameron)
  - legjobb rendező: James Cameron (Titanic)
  - legjobb férfi főszereplő: Jack Nicholson (Lesz ez még így se)
  - legjobb női főszereplő: Helen Hunt (Lesz ez még így se)
  - legjobb külföldi film: Karakter (rendező: Mike von Diem)
- 23. César-gála (február 28.)
  - Film: Megint a régi nóta, rendezte Alain Resnais
  - Rendező: Luc Besson, Az ötödik elem
  - Férfi főszereplő: André Dussolier, Megint a régi nóta
  - Női főszereplő: Ariane Ascaride, Marius et Jeannette
  - Külföldi film: Fújhatjuk!, rendezte Mark Herman
- 1998-as cannes-i filmfesztivál (május 13–24.)
- Velencei Nemzetközi Filmfesztivál (szeptember 3–13.)
  - Arany Oroszlán: Szicíliai testvérek (rendező: Gianni Amelio)
  - férfi főszereplő: Sean Penn (Zűrzavar)
  - női főszereplő: Catherine Deneuve (A Vendôme tér asszonya)
  - a zsűri különdíja: Terminus paradis (rendező: Lucian Pintilie)
- Berlini Nemzetközi Filmfesztivál (február 11–22.)
  - Arany Medve: Központi pályaudvar (rendező: Walter Salles)
  - Ezüst Medve: Amikor a farok csóválja (rendező: Barry Levinson)
  - rendező: Neil Jordan (A hentesinas)
  - férfi főszereplő: Samuel L. Jackson (Jackie Brown)
  - női főszereplő: Fernanda Montenegro (Központi pályaudvar)
- 1998-as Magyar filmszemle

## Halálozások
- január 4. – Mae Questel, színész
- január 5. – Sonny Bono, énekes, színész
- január 5. – Bánki Zsuzsa, színésznő
- február 27. – J. T. Walsh, színész
- március 10. – Lloyd Bridges, színész
- március 25. – Daniel Massey, színész
- május 9. – Alice Faye, színésznő
- május 14. – Frank Sinatra, énekes, színész
- június 23. – Maureen O’Sullivan, színésznő
- július 2. – Gábor Miklós, színész
- július 6. – Roy Rogers, énekes, színész
- július 21. – Robert Young, színész
- július 27. – Binnie Barnes, színésznő
- augusztus 24. – E. G. Marshall, színész
- szeptember 6. – Kuroszava Akira, japán rendező
- szeptember 11. – Dane Clark, színész
- október 2. – Gene Autry, színész
- október 3. – Roddy McDowall, színész
- október 17. – Joan Hickson, színésznő
- október 23. – Christopher Gable, táncos, színész
- október 27. – Tolnay Klári színésznő
- november 6. – Szőts István, filmrendező
- november 13. – Edwige Feuillère, színésznő
- november 13. – Valerie Hobson, színésznő
- november 19. – Alan J. Pakula, producer, rendező, forgatókönyvíró
- december 14. – Lew Grade, producer
- december 23. – David Manners, színész